# Станина Река
Станина Река је насељено место града Ваљева у Колубарском округу. Према попису из 2022. било је 255 становника.

## Историја
Први помен села је забележен у турском попису (тефтеру) за хиџретску 934. годину, тј. 1527/1528. годину по садашњем рачунању времена.

Транскрибован на модерни турски, са османске арабице, унос са 262. странице тефтера TD 144 је гласио овако:
İstanina-reka karye, Valyeva nahiye - Село Станина Река, Нахија Ваљево
Слово И додато је на почетак у складу са праксом вокалног турског језика да се додају самогласници тежим сугласничким групама, ради лакшег изговора. Слично је са градом Пећ у Метохији, на турском званим Ипек, или Скопљем, које је називано Ускуб. На исти начин су, у истом тефтеру, записани Словац (као Исловац) и Степање (као Истепање) из суседне, лајковачке општине, те Славковица (као Иславковица) из љишке.
- Станина Река - панорама
- Станина Река - панорама
- Станина Река - панорама
- Станина Река - панорама
- Станина Река - панорама
- Станина Река - панорама

## Демографија
У насељу Станина Река живи 353 пунолетна становника, а просечна старост становништва износи 47,4 година (46,0 код мушкараца и 49,0 код жена). У насељу има 135 домаћинстава, а просечан број чланова по домаћинству је 3,12.
Ово насеље је великим делом насељено Србима (према попису из 2002. године), а у последња три пописа, примећен је пад у броју становника.
|  |

| Демографија | Демографија | Демографија |
| Година      | Становника  | Становника  |
| ----------- | ----------- | ----------- |
| 1948.       | 1.012       |             |
| 1953.       | 1.021       |             |
| 1961.       | 859         |             |
| 1971.       | 755         |             |
| 1981.       | 638         |             |
| 1991.       | 520         | 520         |
| 2002.       | 421         | 422         |

| Етнички састав према попису из 2002.‍ | Етнички састав према попису из 2002.‍ | Етнички састав према попису из 2002.‍ | Етнички састав према попису из 2002.‍ | Етнички састав према попису из 2002.‍ |
| ------------------------------------ | ------------------------------------ | ------------------------------------ | ------------------------------------ | ------------------------------------ |
|                                      |                                      |                                      |                                      |                                      |
| Срби                                 | Срби                                 |                                      | 419                                  | 99,52%                               |
| непознато                            | непознато                            |                                      | 2                                    | 0,47%                                |

| Година пописа     | 1948. | 1953. | 1961. | 1971. | 1981. | 1991. | 2002. |
| ----------------- | ----- | ----- | ----- | ----- | ----- | ----- | ----- |
| Број домаћинстава | 164   | 181   | 179   | 173   | 174   | 149   | 135   |

| Број чланова      | 1  | 2  | 3  | 4  | 5  | 6  | 7 | 8 | 9 | 10 и више | Просек |
| ----------------- | -- | -- | -- | -- | -- | -- | - | - | - | --------- | ------ |
| Број домаћинстава | 34 | 37 | 18 | 10 | 11 | 14 | 8 | 3 | 0 | 0         | 3,12   |

| Пол    | Укупно | Неожењен/Неудата | Ожењен/Удата | Удовац/Удовица | Разведен/Разведена | Непознато |
| ------ | ------ | ---------------- | ------------ | -------------- | ------------------ | --------- |
| Мушки  | 190    | 43               | 122          | 16             | 3                  | 6         |
| Женски | 181    | 16               | 119          | 38             | 4                  | 4         |
| УКУПНО | 371    | 59               | 241          | 54             | 7                  | 10        |

| Пол    | Укупно                    | Пољопривреда, лов и шумарство | Рибарство                            | Вађење руде и камена | Прерађивачка индустрија       |
| ------ | ------------------------- | ----------------------------- | ------------------------------------ | -------------------- | ----------------------------- |
| Мушки  | 141                       | 133                           | 0                                    | 0                    | 2                             |
| Женски | 73                        | 67                            | 0                                    | 0                    | 1                             |
| УКУПНО | 214                       | 200                           | 0                                    | 0                    | 3                             |
| Пол    | Производња и снабдевање   | Грађевинарство                | Трговина                             | Хотели и ресторани   | Саобраћај, складиштење и везе |
| Мушки  | 1                         | 0                             | 1                                    | 0                    | 1                             |
| Женски | 0                         | 0                             | 0                                    | 1                    | 1                             |
| УКУПНО | 1                         | 0                             | 1                                    | 1                    | 2                             |
| Пол    | Финансијско посредовање   | Некретнине                    | Државна управа и одбрана             | Образовање           | Здравствени и социјални рад   |
| Мушки  | 0                         | 1                             | 0                                    | 1                    | 0                             |
| Женски | 0                         | 0                             | 0                                    | 1                    | 1                             |
| УКУПНО | 0                         | 1                             | 0                                    | 2                    | 1                             |
| Пол    | Остале услужне активности | Приватна домаћинства          | Екстериторијалне организације и тела | Непознато            | Непознато                     |
| Мушки  | 1                         | 0                             | 0                                    | 0                    | 0                             |
| Женски | 0                         | 0                             | 0                                    | 1                    | 1                             |
| УКУПНО | 1                         | 0                             | 0                                    | 1                    | 1                             |